# Eastern Conference (WNBA)
Eastern Conference i WNBA är den östra konferensen och bildades inför säsongen 1997.
Säsongen 2011 innehöll koferensen följande sex lag:
- Atlanta Dream
- Chicago Sky
- Connecticut Sun
- Indiana Fever
- New York Liberty
- Washington Mystics

## Eastern Conference-mästare
- 1997: Houston Comets
- 1998: Inget lag från Eastern Conference spelade i WNBA-finalen
- 1999: New York Liberty
- 2000: New York Liberty
- 2001: Charlotte Sting
- 2002: New York Liberty
- 2003: Detroit Shock
- 2004: Connecticut Sun
- 2005: Connecticut Sun
- 2006: Detroit Shock
- 2007: Detroit Shock
- 2008: Detroit Shock
- 2009: Indiana Fever
- 2010: Atlanta Dream
- 2011: Atlanta Dream

## Eastern Conference-titlar
- 4: Detroit Shock *
- 3: New York Liberty
- 2: Atlanta Dream
- 2: Connecticut Sun
- 1: Charlotte Sting *
- 1: Houston Comets *
- 1: Indiana Fever

* Spelar inte längre i Eastern Conference

## WNBA-mästare från Eastern Conference
- 1997 – Houston Comets
- 2003 – Detroit Shock
- 2006 – Detroit Shock
- 2008 – Detroit Shock

## Lag som tidigare spelat i Eastern Conference
- Charlotte Sting
- Cleveland Rockers
- Detroit Shock
- Houston Comets
- Miami Sol
- Orlando Miracle